# العلاقات الأنغولية الباهاماسية
العلاقات الأنغولية الباهاماسية هي العلاقات الثنائية التي تجمع بين أنغولا وباهاماس.

## مقارنة بين البلدين
هذه مقارنة عامة ومرجعية للدولتين:
| وجه المقارنة                                              | أنغولا           | باهاماس      |
| --------------------------------------------------------- | ---------------- | ------------ |
| المساحة (كم2)                                             | 1.25 مليون       | 13.88 ألف    |
| عدد السكان (نسمة)                                         | 29.78 مليون      | 395.36 ألف   |
| الكثافة السكانية (ن./كم²)                                 | 23.82            | 28.48        |
| العاصمة                                                   | لواندا           | ناساو        |
| اللغة الرسمية                                             | اللغة البرتغالية | لغة إنجليزية |
| العملة                                                    | كوانزا أنغولي    | دولار بهامي  |
| الناتج المحلي الإجمالي (بليون دولار)                      | 124.21 مليار     | 12.16 مليار  |
| الناتج المحلي الإجمالي (تعادل القوة الشرائية) بليون دولار | 184.83 مليار     | 8.92 مليار   |
| الناتج المحلي الإجمالي الاسمي للفرد دولار أمريكي          | 4.10 ألف         | 22.82 ألف    |
| الناتج المحلي الإجمالي للفرد دولار أمريكي                 |                  |              |
| مؤشر التنمية البشرية                                      | 0.533            | 0.790        |
| رمز المكالمات الدولي                                      | +244             | +1242        |
| رمز الإنترنت                                              | .ao              | .bs          |
| المنطقة الزمنية                                           | ت ع م+01:00      | 00           |

## منظمات دولية مشتركة
يشترك البلدان في عضوية مجموعة من المنظمات الدولية، منها:
| علم المنظمة | اسم المنظمة                                 | تاريخ انضمام أنغولا | تاريخ انضمام باهاماس |
| ----------- | ------------------------------------------- | ------------------- | -------------------- |
|             | منظمة الشرطة الجنائية الدولية               | ?                   | ?                    |
|             | منظمة حظر الأسلحة الكيميائية                | ?                   | ?                    |
|             | مؤسسة التمويل الدولية                       | 19 سبتمبر 1989      | 8 ديسمبر 1986        |
|             | يونسكو                                      | 11 مارس 1977        | 23 أبريل 1981        |
|             | البنك الدولي للإنشاء والتعمير               | 19 سبتمبر 1989      | 21 أغسطس 1973        |
|             | مجموعة دول أفريقيا والكاريبي والمحيط الهادئ | ?                   | ?                    |
|             | الأمم المتحدة                               | 1 ديسمبر 1976       | 18 سبتمبر 1973       |
|             | مؤسسة التنمية الدولية                       | 19 سبتمبر 1989      | 23 يونيو 2008        |
|             | وكالة ضمان الاستثمار متعدد الأطراف          | 19 سبتمبر 1989      | 4 أكتوبر 1994        |
|             | الاتحاد الدولي للاتصالات                    | 13 أكتوبر 1976      | 19 أغسطس 1974        |
|             | الاتحاد البريدي العالمي                     | ?                   | ?                    |

## وصلات خارجية
- موقع وزارة الخارجية الأنغولية